# Teki Biçoku
Teki Isak Biçoku (n. 6 iunie 1926, Elbasan, Regiunea Elbasan, Albania – d. 21 noiembrie 2009, Tirana, Albania) a fost un geolog albanez, fost membru și președinte al Academiei de Științe a Albaniei.

## Biografie
Teki Biçoku s-a născut în Elbasan pe 6 iunie 1926, într-o familie albaneză; tatăl său era Isak Biçoku, după cum reiese din prenumele său. Și-a terminat studiile elementare în Elbasan (1932–1937), după care a continuat studiile la Școala Normală din Elbasan. În plus, a studiat la Școlile Tehnice din Korçë (1942–43) și Tirana (1946–1947). În 1943-1944 a fost implicat în Războiul Antifascist, iar în 1944-46 a servit în armată ca curier.
A urmat studii universitare la Institutul de Petrol „Gubkin” din Moscova (1948–1953). Pe 20 martie 1953 a absolvit și a obținut titlul de „Inginer Geofizician”.
Pe 5 aprilie 1965, Biçoku a obținut doctoratul în științe, iar pe 27 aprilie 1970 a obținut titlul de profesor. Pe 22 ianuarie 1973, Biçoku a devenit membru al Academiei de Științe a Albaniei, iar pe 3 septembrie 2008 a devenit membru activ al Academiei Europene de Științe și Arte; Clasa IV-Științe ale Naturii. Pe 4 decembrie 2008, Biçoku a devenit membru permanent al Academiei de Științe a Albaniei până la moartea sa.

## Cariera profesională
Primul său loc de muncă a fost ca inginer geofizician în expediția seismică din Fier (6 aprilie 1953 - 31 decembrie 1954). Pe 1 ianuarie 1955 a fost numit șef al ramurii geologice în Direcția Generală de Geologie din Tirana. Pe 1 iunie 1957, Biçoku a fost numit vicepreședinte și geolog șef al Comisiei de Stat pentru Geologie și ulterior geolog șef al Direcției Generale de Geologie din Ministerul Minelor și Geologiei. Pe 1 aprilie 1966, este renominat director general al Geologiei în Ministerul Industriei și Minelor.

## Încarcerare
Între 1 august 1975 și 14 mai 1977 a fost transferat ca inginer geofizician la expediția seismică a Întreprinderii Seism-Gravimetrice din Fier, unde a fost arestat. A fost condamnat la 20 de ani de închisoare sub acuzația de „Sabotaj, agitație și propagandă”. A stat 11 ani și 6 luni în închisoare, fiind eliberat pe 16 decembrie 1988.
Pe 25 septembrie 1991, Plenul și Colegiul Penal al Înaltei Curți a Albaniei l-au declarat pe Acad. Prof. Dr. Teki Biçoku nevinovat pentru acuzațiile menționate mai sus și l-au achitat de toate acuzațiile.

## Președinte al Academiei de Științe a Albaniei
În perioada 22 februarie 2008 - 23 februarie 2009 a fost președintele Academiei de Științe a Albaniei.

## Participare la Forumuri Geologice
- Șef al consiliului ministerial tehnic-științific de geologie (1955–1975)
- Șef al Comisiei de Stat pentru Minerale din cadrul Consiliului Ministerial (1957–1975)
- Șef al Comisiei de Calificare în Geologie și Geofizică a Facultății de Geologie și Mine, Universitatea din Tirana (1958–1975)
- Membru al Comisiei Economice de Stat și adjunct permanent al Albaniei în Comitetul de Ajutor Economic Reciproc (CAER) (1955–1961)
- Membru al Consiliului Științific al Facultății de Geologie și Mine, Universitatea din Tirana (1962–1975)
- Redactor-șef al periodicului Buletini i Shkencave Gjeologjike (1965–1975)
- Membru al conducerii Uniunii Albaneze a Geoștiințelor (din anul 2000)
- Redactor-șef al periodicului Buletini i Shkencave Gjeologjike (1997–2006)
- Membru al Colegiului Editorial al Buletinului i Shkencave Gjeologjike (2006–2009)
- Organizator a 5 Conferințe Naționale de Geologie în perioada 1956-1968.

## Distincții
- 1946 "Medalja e Kujtimit" (Medalia Comemorativă)
- 1946 "Medalja e Çlirimit" (Medalia Eliberării)
- 1953 "Medalja e Trimërisë" (Medalia Curajului)
- 1957 "Urdhëri i Punës" Klasi II (Ordinul Muncii Clasa a II-a)
- 1962 "Urdhëri i Punës" Klasi I (Ordinul Muncii Clasa I)
- 1970 "Çmimi i Republikës" Shkalla I (Premiul Republicii Clasa I)
- 2001 "Urdhëri Mjeshtër i Madh" (Ordinul Maestru Mare)
- 2004 "Medalja 60 Vjetori i Çlirimit të Atdheut" (Medalia a 60-a Aniversare a Eliberării Patriei)